# Pholcus velitchkovskyi
Pholcus velitchkovskyi is een spinnensoort uit de familie trilspinnen (Pholcidae). De soort komt voor in Rusland, Oekraïne en Iran.